# Acalypha cuneata
Acalypha cuneata é uma espécie de planta com flor do gênero Acalypha, pertencente à família Euphorbiaceae.